# Station Białystok Wiadukt
Station Białystok Wiadukt is een spoorwegstation in de Poolse plaats Białystok.